# Grasberg
Grasberg település Németországban, azon belül Alsó-Szászország tartományban. Lakosainak száma 8088 fő (2023. december 31.).

## Népesség
A település népességének változása:
| Lakosok száma | 7747 | 7743 | 7767 | 7908 | 8004 | 8088 |
|               | 2016 | 2017 | 2019 | 2021 | 2022 | 2023 |